# Fichier des personnes recherchées
Pour les articles homonymes, voir FPR.
Le fichier des personnes recherchées (FPR) est un fichier informatique de la police nationale française, utilisé également par la Gendarmerie nationale. Il est sous la responsabilité du ministère de l'Intérieur (modifié par le décret n° 2010-569 du 28 mai 2010).
Le rapport Bauer de 2007 sur les « fichiers de police et de gendarmerie » affirme qu'il a été créé par l'arrêté du 15 mai 1996 (modifié par l'arrêté du 2 septembre 2005). En fait, ce fichier existait depuis au moins 1990, puisqu'il est cité dans une circulaire du 25 janvier 1990 et que le Conseil d'État a été saisi d'une question le concernant en 1991,. Mais son origine remonterait à 1969 avec la fusion de multiples bulletins périodiques et fiches signalétiques pour voir son traitement automatisé,.
Le FPR vise les personnes faisant l’objet d’une mesure de recherche administrative ou judiciaire ; à chaque catégorie de recherche correspondant un type de fiche particulier. Cela inclut les personnes faisant l'objet d'un arrêté de reconduite à la frontière. 
Selon le rapport Alain Bauer, « le fichier des personnes recherchées a fait, en 2005, l’objet de 39 millions de consultations qui ont donné lieu à plus de 44 000 découvertes par les services de police et les unités de gendarmerie. Au 31 août 2006, le FPR contenait 280 679 fiches ». Au 1er novembre 2010, ce nombre s'élève à 406 849, et le fichier aurait fait l'objet, pendant l'année 2012, de 85 millions de consultations. Au 15 novembre 2018, le FPR contenait 620 000 fiches.

## Interconnexions
Le FPR est lié au Système d'information Schengen (SIS) ainsi qu'au Fichier des passagers aériens (FPA).
Certaines parties du FPR sont interconnectées avec l'AGDREF (application de gestion des dossiers des ressortissants étrangers en France).
Le fichier est systématiquement consulté lors des délivrances de titres d'identité et de séjour (carte nationale d'identité, DELPHINE (passeport), visa et AGDREF).

## Les fiches
Les fiches contiennent des informations sur l'identité de la personne recherchée, son signalement, sa photographie, le motif de la recherche et l'attitude à adopter en cas de découverte de l'individu.
Ces fiches sont classées en vingt-et-un sous-fichiers en fonction du motif de la recherche de l'individu :
- AL : aliénés ;
- E : police générale des étrangers ;
- IT : interdiction du territoire ;
- M : mineurs fugueurs ;
- PJ : recherches de police judiciaire ;
- R : opposition à résidence en France ;
- S : sûreté de l'État ;
- T : débiteur envers le Trésor ;
- TE : opposition à l'entrée en France ;
- V : évadés ;
- X : personnes disparues ;
- etc.

## Modifications du FPR et avis du Conseil d'État
Saisi en 1991 par le Ministère de l'Intérieur, le Conseil d'État (CE) a considéré que l'enregistrement au FPR des personnes qui se voyaient refuser la délivrance ou le renouvellement d'un passeport par décision administrative était légal. La non-délivrance d'un passeport est autorisé par le décret de la convention nationale du 7 décembre 1792, qui possède « force de loi » selon le CE. Toutefois, en vertu de la Déclaration des droits de l'homme et du citoyen (art. 2), de la Convention de sauvegarde des droits de l'homme et des libertés fondamentales (protocole no 4) et du Pacte international relatif aux droits civils et politiques (art. 12), l'administration ne peut refuser un passeport « que si les déplacements à l'étranger de celui qui le demande sont de nature à compromettre la sécurité nationale ou la sûreté publique ».
En 2002, une fiche X pour améliorer les recherches de personnes disparues a été ajoutée au FPR, puis une photographie des personnes disparues en 2006.
Le FPR a été mis en conformité, par l'arrêté de 2005, avec la « loi sur la présomption d'innocence » du 15 juin 2000 (dite « loi Guigou »), la « loi sur la sécurité intérieure » (LSI) du 18 mars 2003 et la « loi Perben II » du 9 mars 2004.
La « loi sur la sécurité intérieure » (LSI), proposée par le ministre de l'Intérieur Nicolas Sarkozy, a notamment étendu le fichier à de nouvelles peines et  mesures de sûreté prescrites par les autorités judiciaires, tout en autorisant l'accès aux agents des douanes . L'article 24 de la LSI autorise aussi la cession réciproque d’informations entre les fichiers français et ceux d’organismes ou de services de police étrangers, sous certaines conditions juridiques.
L'arrêté de 2005 a aussi inclus, pour les besoins d'une enquête de police judiciaire, la possibilité d'inscription au fichier des personnes découvertes sans identité d'état civil : cadavre non identifié, amnésique, nouveau-né.
Enfin, la « loi du 23 janvier 2006 relative à la lutte contre le terrorisme » a contraint les compagnies ferroviaires, aériennes, maritimes à transmettre les données PNR (concernant les passagers) à la police et à la gendarmerie, données qui peuvent être comparées avec le FPR.